# 비상근
비상근(非常勤) 또는 파트타임(Part-time) 또는 시간선택제 일자리는 비정규직의 한 형태이다. 근무 형태에 관한 용어로 정해진 날과 시간만 근무 한다. 일반적으로 정규직과 비교하기 위해 사용된다. 간혹 유급 자원봉사자와 혼동되나, 유급 자원봉사자는 근로자로 분류하지 아니하며 따라서 비상근이나 파트타이머가 아니다.

## 시간제의 예
근무 시간 등 부분적으로 근무하는 것을 가리키는 것이 많다. 식당, 슈퍼마켓 등 보조적인 작업이 많아 아르바이트도 일종의 비상근이며, 전문직에서도 비상근을 요하기도 한다. 국가 및 지방 공공 단체는 비상근 직원이라는 것이 많다.

### 나쁜 일자리
대한민국에서는 2015년 5월 기준으로 공공기관에서 워크넷에 올린 3개월짜리 기간제 사무직 노동자 채용기사를 보면, 노동시간이 법정노동시간인 8시간 동안 일하는 전일제와 달리 4시간,임금은 56만원(2015년 최저임금인 5,580원*4시간*25일)에 불과한 경우도 있을만큼 단시간, 저임금노동이다. 그래서 경향신문에서는 박근혜정권이 시간제 일자리의 역할모델로 삼은 네덜란드 바세나르 조약을 근거로 시간선택제 일자리가 좋은 일자리가 되려면, 동일노동 동일임금이 적용되어야 하고 정규직 전환이 가능해야 한다고 사설에서 논설하였다.

## 같이 보기
- 비정규직
- 바세나르 협약
- 기간제 근로자
- 일용직